# Josef Rusnak
Josef Rusnak est un réalisateur et scénariste allemand né le 25 novembre 1958 au Tadjikistan, surtout connu pour ses films Passé virtuel, The Contractor et Hollywood People.

## Biographie

### Jeunesse et formation
Rusnak est né le 25 novembre 1958 à Wachtroj, en Union soviétique (actuel Tadjikistan), dans une famille allemande. Sa famille appartenait à la communauté des Allemands de Russie. Ils ont ensuite déménagé en Allemagne de l'Ouest, où Rusnak a grandi à Pforzheim. Il a d'abord étudié l'allemand à Munich, mais après un an, il s'est orienté vers l'Université de télévision et de cinéma de Munich, dans le département du film documentaire.

### Parcours
Il a travaillé en compagnie des célébrités Roland Emmerich, Hilary Swank et Wesley Snipes.

## Filmographie

### En tant que réalisateur
- 1984 : Kaltes Fieber (récompensé aux German Film Awards)
- 1997 : Manipulations (No Strings Attached)
- 1997 : Hollywood People
- 1999 : Passé virtuel
- 2007 : The Contractor (téléfilm)
- 2008 : L'Art de la guerre 2 (téléfilm)
- 2009 : It's Alive
- 2010 : Perfect Life
- 2010 : Valerie
- 2011 : Disparition inquiétante (Beyond) (téléfilm)
- 2019 : Berlin, I Love You - un segment
- 2019 : Dans la gueule du loup (Der Schneegänger), (téléfilm policier tiré du livre homonyme Der Schneegänger de la romancière allemande Élisabeth Herrmann (de), paru en 2015)[2].

### En tant que scénariste
1984 : Kaltes Fieber

1997 : Hollywood People

1999 : Passé Virtuel

### En tant qu'assistant réalisateur
1997 : Godzilla

### À la télévision
1988 : L'heure Simenon (1 épisode - La Maison du canal)

1997 : Schimanski (1 épisode - Die Schwadron)